# 馬爾基夫卡 (科別利亞基區)
49°18′21″N 34°4′22″E / 49.30583°N 34.07278°E
馬爾基夫卡（烏克蘭語：Марківка），是烏克蘭中部的村莊，隸屬波爾塔瓦州的波爾塔瓦區。該村距離大科貝利亞喬克3公里，面積2.88平方公里，2001年人口487。